# 210032 Enricocastellani
210032 Enricocastellani è un asteroide della fascia principale. Scoperto nel 2006, presenta un'orbita caratterizzata da un semiasse maggiore pari a 2,7102819 UA e da un'eccentricità di 0,0172645, inclinata di 5,10320° rispetto all'eclittica.
L'asteroide è dedicato al pittore Enrico Castellani, considerato una delle figure di maggior rilievo dell'arte europea della seconda metà del Novecento.